# 徳野光博
徳野 光博（とくの みつひろ、1953年 - ）は、日本の教育者。学校法人東福岡学園理事長。

## 略歴
東福岡学園創立者・初代理事長徳野常道の長男として福岡市に生まれる。1971年福岡県立修猷館高等学校、1976年早稲田大学社会科学部を卒業。1978年福岡大学大学院法学研究科前期課程修了。
1978年東福岡学園東福岡高等学校教諭となり、2002年東福岡学園理事長に就任。2017年藍綬褒章を受章。